# Тулова
Тулова (укр. Тулова) — село в Снятынской городской общине Коломыйского района Ивано-Франковской области Украины.
Население по переписи 2001 года составляло 887 человек. Занимает площадь 7 км². Почтовый индекс — 78347. Телефонный код — 03476.